# ОШ „Јанко Веселиновић” Шабац
ОШ „Јанко Веселиновић” једна је од основних школа у Шапцу. Налази се у улици Карађорђева 48.

## Историјат
Прва генерација ученика (укупно 366) уписана је 1893. године. Настава се одвијала као целодневна уз преподневни и поподневни боравак у школи. Тада је у њој радио Јанко Веселиновић, по коме школа носи назив од 1958—1959. до данас.
Стара зграда је почела са радом 1893. године, а нови школски део јој је придодат 1983. Укупна површина школске зграде износи 3365m². Четири издвојене школске јединице имају укупну површину 779m², а то су Церовац 1 и 2, Јеленча, Жабар и Мала Врањска.
Данас броје укупно 844 ученика који су распоређени у четрдесет једно одељење. У матичној школи у Шапцу је 696 ученика, а у издвојеним јединицама 148. Од тога школу у Јеленчи похађа четрдесет и два ученика, у Жабару девет ученика, у Церовцу шеснаест, у Малој Врањској двадесет и осам. У овим издвојеним јединицама настава се реализује од првог до четвртог разреда. У школи у Церовцу 2 настава се реализује за ученике од петог до осмог разреда и она броји педесет и три ученикa.
Матична школа у Шапцу располаже кабинетима и специјализованим учионицама за наставне предмете: физику, хемију, ликовну културу, информатику, музичку културу, биологију и енглески језик. Садржи радионицу за техничко образовање, савремено опремљену салу за физичко васпитање и две групе продуженог боравка за ученике првог и другог разреда. Сви кабинети и специјализоване учионице су опремљене савременим наставним средствима и техничким помагалима. Школа поседује медијатеку, ђачки клуб, зубну амбуланту, школску библиотеку, спортске терене и школско двориште.